# Simião Martiniano
Simião Martiniano (União dos Palmares, 6 de fevereiro de 1932 — Recife, 27 de abril de 2015) foi um ator, roteirista e cineasta brasileiro.
Conhecido por "Ed Wood do Nordeste", produzia filmes de baixo orçamento e em 1998, Hilton Lacerda e Clara Angélica produziram o documentário "Simião Martiniano, o Camelô do Cinema", retratando a vida do cineasta.

## Filmografia
- Traição no Sertão (1979);
- A rede maldita (1991);
- O vagabundo faixa preta (1992);
- A mulher e o mandacaru (1994);
- Traição no Sertão (1996, refilmagem);
- O herói trancado (1999) - como ator;
- A moça e o rapaz valente (1999);
- Conceição (2000) - também como ator;
- A valise foi trocada (2007);
- Show variado (2010).